# Sarah Vogel (Leichtathletin)
Sarah Franziska Vogel (* 8. Mai 2002 in Hof) ist eine deutsche Leichtathletin, die sich auf den Stabhochsprung spezialisiert hat.

## Sportliche Karriere
Sarah Vogel trainierte zunächst beim TSV Klein Umstadt, bis sie 2013 zu dem LG Seligenstadt wechselte. 2022 wechselte sie zu Eintracht Frankfurt.
Sie hatte nach einer Verletzungsserie seit September 2021 612 Tage keinen Stabhochsprungstab mehr bei Wettkämpfen in den Händen. Beim vorzeitig wegen starken Niederschlags abgebrochenem asc-Springerabend am 9. Mai 2023 feierte die U20-Europameisterin von 2021 mit einer Höhe von 3,81 m ihr Comeback. Bereits am 11. Juni 2023 erreichte sie als beste Springerin beim Touch the Clouds des TSV Gräfelfing mit 4,25 m die U23-EM-Norm.
Bei der Leichtathletik-Team-EM in Polen übersprang sie im Trikot der A-Nationalmannschaft am 24. Juni 2023 mit einer persönlichen Bestleistung die Höhe von 4,40 m und erreichte Platz 7. Bei der U23-Europameisterschaften im finnischen Espoo, die vom 13. bis 16. Juli 2023 abgehalten wurden, erreichte sie hinter Marie-Julie Bonnin, Elien Vekemans und Kitty Friele Faye mit 4,30 m den 4. Platz.

## Trainer
Vogel wird von der Hallenweltmeisterin von 1999 im Stabhochsprung Anastasija Steinbeck und ihrem Vater Michael Vogel trainiert.

## Leben
Sarah Vogel ist die Tochter des Physikers an der TU Darmstadt sowie Athletik-Trainers Michael Vogel und der ehemaligen Rennkanutin Ute Vogel. Sie hat einen Bruder und wohnt bei ihren Eltern im hessischen Groß-Umstadt und in einer Wohnung in Frankfurt am Main.
Vogel machte 2020 ihr Abitur am  Max-Planck-Gymnasium in Groß-Umstadt. Sie ist Studentin der Biochemie an der Johann Wolfgang Goethe-Universität Frankfurt am Main.

## Bestleistungen
Leistungsentwicklung
| Jahr | Halle  | Freiluft |
| ---- | ------ | -------- |
| 2015 | 3,10 m | 3,40 m   |
| 2016 | –      | 3,40 m   |
| 2017 | 3,61 m | 3,90 m   |
| 2018 | 3,90 m | 4,00 m   |
| 2019 | –      | 4,06 m   |
| 2020 | –      | 3,95 m   |
| 2021 | 3,90 m | 4,30 m   |
| 2022 | –      | –        |
| 2023 | –      | 4,40 m   |
| 2024 | 4,38 m | –        |

Quellen: (Stand: 24. Juni 2023)
Bestleistungen
(Stand: 24. Juni 2023)
- Halle: 4,38 m (Frauenfeld, 11. Februar 2024)
- Freiluft: 4,40 m (Stadion Śląski, Chorzów, 24. Juni 2023)

## Erfolge
National
- 2017: Deutsche U16-Meisterin[19]
- 2018: 3. Platz Deutsche U20-Hallenmeisterschaften[20]
- 2021: Deutsche U20-Meisterin[20]

International
- 2018: 4. Platz U18-Europameisterschaften[21]
- 2019: 1. Platz Europäisches Olympisches Jugendfestival[22][23]
- 2021: U20-Europameisterin[24]

## Auszeichnungen
- Juniorsportlerin des Jahres 2021[25][26][27]
- Jugend-Leichtathletin des Jahres 2019[15] und 2021[28][29]

## Langzeitdokumentation
In der ZDF-Langzeitdokumentation Gnadenlos: Was Profisport abverlangt | Unbeugsam – Sarahs Weg zu Olympia | Episode 1 von Tim Schroedter aus dem Jahr 2023 wird Sarah Vogels Leben, im besten Fall bis zu den Olympischen Sommerspielen 2024, in fortwährenden Episoden über mehrere Jahre hinweg begleitet.[veraltet] Stationen ihrer Karriere werden nachgezeichnet, aber auch die von Verletzungen geprägte für sie schwere Zeit. Die 2. Episode mit dem Titel Tag X: Zurück im Sprung erschien am 2. Juli 2023.

## Trivia
Sarah Vogel hat als Losfee, neben Ziehungsleiter DFB-Präsident Bernd Neuendorf, die Begegnungen in der 1. Hauptrunde zum DFB-Pokal 2023/24 im Deutschen Fußballmuseum in Dortmund ausgelost.